# Jens Christian Holland
Jens Christian Holland (født 14. april 1956) er en dansk skuespiller.
Holland er uddannet fra Århus Teaterakademi i 1984.

## Filmografi

### Tv-serier
- Strenge tider (1994)
- Nikolaj og Julie (2002-2003)
- 2900 Happiness (2007)